# Turbopausa
La turbopausa marca la altitud entre el espacio exterior y la atmósfera terrestre mediante la cual la turbulencia domina. La región debajo de la turbopausa se conoce como la atmósfera terrestre, donde están las distribuciones de los componentes químicos bien mezclados y la exhibición de la altura, es decir, la composición química de la atmósfera sigue siendo constante en esta región para las sustancias químicas que tuvieron tiempos de estancia más largos en este lugar. 
Los productos químicos altamente reactivos tienden a exhibir gran variabilidad de su concentración a través de la atmósfera, mientras que la sustancia no reactiva exhibirá concentraciones más homogéneas.
La región sobre la turbopausa es la atmósfera alta donde la difusión molecular domina, y la composición de la atmósfera varía según la composición química. 
La turbopausa limita con la mesopausa, en la intersección de la mesosfera y la termosfera, en una altitud estimada de 100 km.